# Île Gaby
Île Gaby je otok u otočju Kerguelen. Nalazi se u blizini obale Grande Terre, glavnog otoka u otočju.
Leži u zaljevu Swains između jugoistočnog dijela poluotoka Gallieni i zapadne obale poluotoka Ivane Orleanske, oko 1 km jugoistočno od otoka Île Altazin.
Najviša točka otoka je bezimena planina koja doseže visinu od 677 m nadmorske visine.